# Fritz Reiner

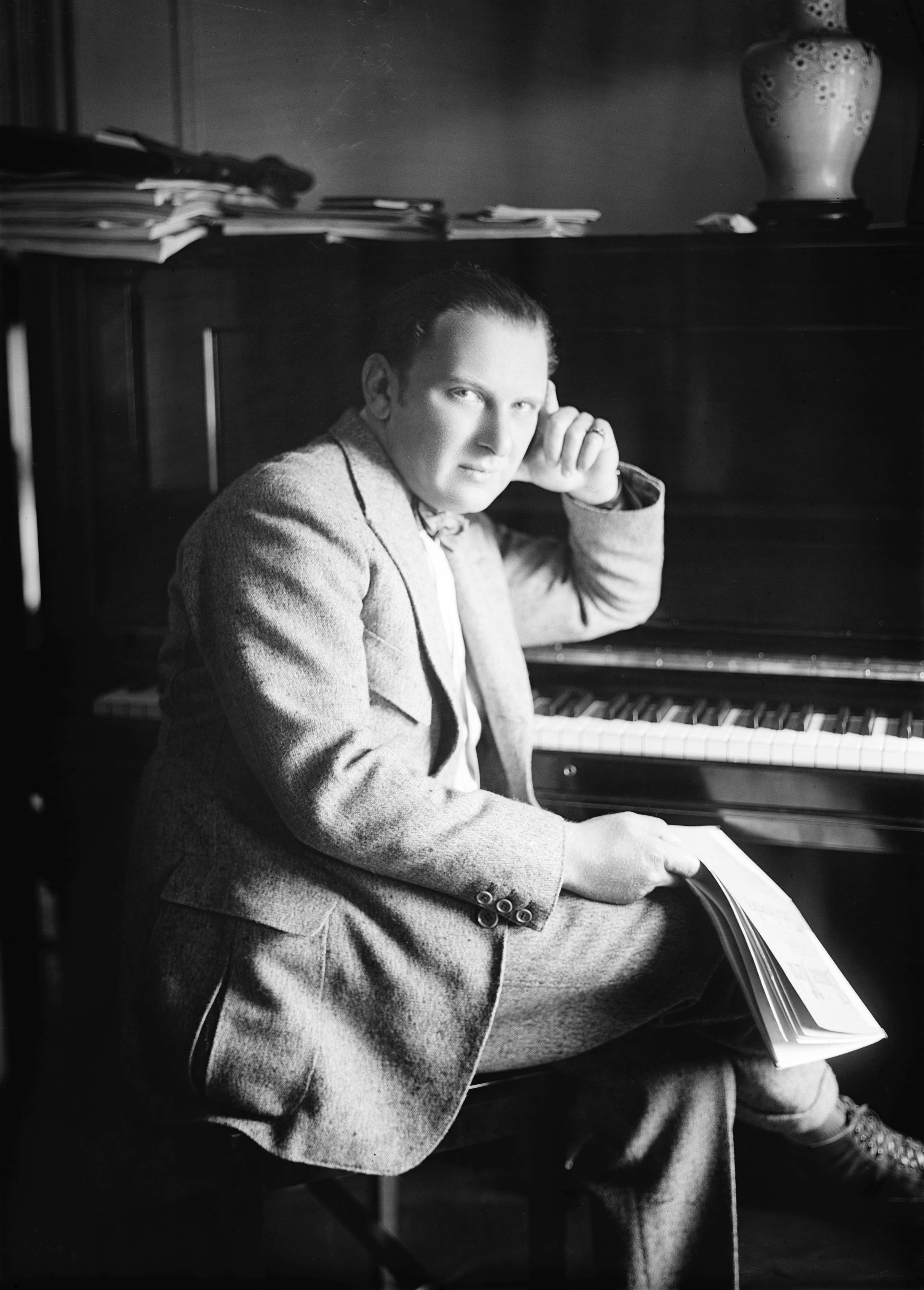

Fritz Reiner, in het Hongaars Frigyes Reiner (Boedapest, 19 december 1888 – New York, 15 november 1963) was een Hongaars-Amerikaans dirigent.
Fritz Reiner studeerde aan de Franz Liszt Muziekacademie in zijn geboortestad. Voor het hoofdvak piano kreeg hij onder andere les van Béla Bartók. Hij maakte al jong carrière als protegé van de componist Richard Strauss, zelf een vooraanstaand dirigent. Vanaf 1909 was hij koorrepetitor aan de opera van Boedapest. In 1912 werd hij chef-dirigent van de Opera van Dresden, de thuisbasis van de Staatskapelle Dresden. Reiner werkte mee aan de verspreiding van Strauss' opera's. Reiner emigreerde in 1921 naar de Verenigde Staten waar hij dirigent werd van het Cincinnati Symphony Orchestra. In 1922 dirigeerde hij de Amerikaanse première van Die Frau ohne Schatten. In 1931 werd hij docent aan het Curtis Institute of Music in Philadelphia. Tot zijn studenten behoorden Leonard Bernstein, Lukas Foss en Nino Rota. Van 1938 tot 1948 was hij chef-dirigent van het Pittsburgh Symphony Orchestra. Met Serge Koussevitzky zette hij Bartók aan tot het componeren van diens Concert voor orkest (1943). Reiner maakte in 1949 zijn debuut aan de Metropolitan Opera te New York met Salomé van Richard Strauss. Van 1953 tot zijn dood in 1963 was hij chef-dirigent van het Chicago Symphony Orchestra. Al in 1954 maakte hij met dit orkest voor RCA Records opnamen in stereo.
Reiner stond bekend om zijn autocratische en strenge werkwijze, maar gold ook als autoriteit in de muziek van Strauss, Bartók en Stravinsky en voorvechter van hedendaagse muziek.
- Bibsys: 90855736
- Biblioteca Nacional de España: XX852707
- Bibliothèque nationale de France: cb13898904m (data)
- Catàleg d'autoritats de noms i títols de Catalunya: 981058602759306706
- CiNii: DA08020635
- Gemeinsame Normdatei: 119221144
- International Standard Name Identifier: 0000 0001 0891 9300
- Library of Congress Control Number: n81132091
- Nationale Bibliotheek van Letland: 000173636
- MusicBrainz: 6a720f84-d307-4aa4-a75f-7d85bef56ede
- Nationale Bibliotheek van Tsjechië: js20020729001
- Nationale bibliotheek van Australië: 35222608
- Nationale Bibliotheek van Israël: 987007266931805171
- Nationale en Universitaire bibliotheek Zagreb: 000261816
- Nederlandse Thesaurus van Auteursnamen: 070754969
- Réseau des bibliothèques de Suisse occidentale: 02-A003735510
- LIBRIS: 268229
- SNAC: w6xs641h
- Système universitaire de documentation: 078052491
- Trove: 871608
- Virtual International Authority File: 42026455
- WorldCat: E39PBJbRdkfQVWQj48VQKdvGpP